# 阿拉伯魮
阿拉伯魮（学名：Barbus arabicus）為輻鰭魚綱鯉形目鯉科魮屬的其中一個種。其种加词“arabicus”意为“阿拉伯的”。該物種主要分布於中東葉門及沙烏地阿拉伯，棲息在中層水域，體長可達25.3公分。